# روب ياكوبس
روب ياكوبس (بالهولندية: Rob Jacobs)‏ هو مدرب كرة قدم ولاعب كرة قدم هولندي، ولد في 15 أكتوبر 1943 في روتردام في هولندا. لعب مع زيركسيس روتردام وفاينورد ونادي إكسلسيور.